# Asienmesterskabet i håndbold 2002 (mænd)
Asienmesterskabet i håndbold for mænd 2002 var det 10. asiatiske mesterskab i håndbold for mænd, og turneringen blev afviklet i Isfahan, Iran i perioden 10. – 20. februar 2002 med deltagelse af syv hold.
Mesterskabet blev vundet af Kuwait, som i finalen vandt 29-25 over Qatar, som var i finalen for første gang. Det var anden gang at Kuwait blev Asienmestre for mænd – første gang var i 1995. Bronzemedaljerne blev vundet af Saudi-Arabien, som besejrede de forsvarende mestre fra Sydkorea i bronzekampen med 38-33. Det var første gang i mesterskabets historie, at holdet fra Saudi-Arabien vandt medaljer. Til gengæld måtte sykoreanerne før første gang forlade et asienmesterskab uden medaljer.
Ud over mesterskabet spillede holdene endvidere om de tre ledige asiatiske pladser ved VM-slutrunden i håndbold 2003. De tre VM-pladser gik til de tre medaljevindere: Kuwait, Qatar og Saudi-Arabien.

## Resultater

### Indledende runde

#### Gruppe A
| Dato  | Kamp             | Res.  |
| ----- | ---------------- | ----- |
| 10.2. | Kuwait - Qatar   | 19-18 |
| 10.2. | Iran - Bahrain   | 26-26 |
| 12.2. | Kuwait - Bahrain | 29-24 |
| 12.2. | Qatar - Iran     | 26-23 |
| 14.2. | Qatar - Bahrain  | 10-0  |
| 14.2. | Iran - Kuwait    | 26-19 |

| Hold    | Kampe | Mål   | Point |
| ------- | ----- | ----- | ----- |
| Kuwait  | 3     | 67-68 | 4     |
| Qatar   | 3     | 54-42 | 4     |
| Iran    | 3     | 75-71 | 3     |
| Bahrain | 3     | 50-65 | 1     |

#### Gruppe B
| Dato  | Kamp                     | Res.  |
| ----- | ------------------------ | ----- |
| 11.2. | Sydkorea - Japan         | 23-20 |
| 13.2. | Japan - Saudi-Arabien    | 20-18 |
| 15.2. | Saudi-Arabien - Sydkorea | 30-28 |

| Hold          | Kampe | Mål   | Point |
| ------------- | ----- | ----- | ----- |
| Sydkorea      | 2     | 51-50 | 2     |
| Saudi-Arabien | 2     | 48-48 | 2     |
| Japan         | 2     | 40-41 | 2     |

### Placeringskampe
| Dato               | Kamp         | Res.  |
| ------------------ | ------------ | ----- |
| Kamp om 5.-pladsen |              |       |
| 18.2.              | Iran - Japan | 29-25 |

### Semifinaler, bronzekamp og finale
| Dato        | Kamp                     | Res.  |
| ----------- | ------------------------ | ----- |
| Semifinaler |                          |       |
| 17.2.       | Kuwait - Saudi-Arabien   | 30-27 |
| 17.2.       | Qatar - Sydkorea         | 28-23 |
| Bronzekamp  |                          |       |
| 19.2.       | Saudi-Arabien - Sydkorea | 38-33 |
| Finale      |                          |       |
| 19.2.       | Kuwait - Qatar           | 29-24 |

### Samlet rangering
| Plac.  | Hold          |
| ------ | ------------- |
| Guld   | Kuwait        |
| Sølv   | Qatar         |
| Bronze | Saudi-Arabien |
| 4.     | Sydkorea      |
| 5.     | Iran          |
| 6.     | Japan         |
| 7.     | Bahrain       |